# The Jewish Journal of Greater Los Angeles
The Jewish Journal of Greater Los Angeles — еженедельная общинная газета еврейской диаспоры Большого Лос-Анджелеса. Основана в 1985 году. Издаётся Tribe Media Corp. До 2005 года была тесно связана с Еврейской федерацией. 

## История
Первый номер вышел 28 февраля 1986 года.
Первым главным редактором был Джин Лихтенштейн, проработавший до 2000 года, когда его сменил Роб Эшман, проработав в этой должности до 2017 года. Арт-директором Кэтрин Арион, художница румынского происхождения, приехавшая в США в 1981 году. 
После того, как в 2005 году газета стала полностью независимой от Еврейской федерации, то столкнулась с трудностями и её тираж сократился. Финансовое положение укрепилось в 2010 году, когда газета получила денежную поддержку от еврейских филантропов в размере $800,000.
В 2015 году после террористического акта в редакции Charlie Hebdo в знак поддержки коллег номер за 16–22 января 2015 года был переименован в Jewish Hebdo. 
Среди обозревателей газеты в разное время были Бен Шапиро, Карен Лерман Блох, Джуда Перл и Джонатан Кирш.